# Blind Before I Stop
Blind Before I Stop es el quinto álbum de estudio publicado por el cantante estadounidense Meat Loaf en septiembre de 1986. El disco fue producido por Frank Farian.

## Lista de canciones
| N.º | Título                                            | Duración |  |
| 1.  | «Execution Day»                                   | 6:30     |  |
| 2.  | «Rock 'n' Roll Mercenaries» (Dueto con John Parr) | 5:00     |  |
| 3.  | «Getting Away with Murder»                        | 3:49     |  |
| 4.  | «One More Kiss (Night of the Soft Parade)»        | 5:40     |  |
| 5.  | «Blind Before I Stop»                             | 3:33     |  |
| 6.  | «Burning Down»                                    | 5:00     |  |
| 7.  | «Standing on the Outside»                         | 3:57     |  |
| 8.  | «Masculine»                                       | 4:23     |  |
| 9.  | «Man and a Woman» (Dueto con Amy Goff)            | 4:11     |  |
| 10. | «Special Girl»                                    | 3:54     |  |
| 11. | «Rock 'n' Roll Hero»                              | 4:30     |  |

## Créditos
- Meat Loaf — voz
- John Parr — voz (2)
- Mats Björklynd — guitarras (1, 2, 3, 8), bajo (3, 6), batería (5, 9)
- Johan Daansen — guitarras (2, 7, 10)
- Peter Weihe — guitarras
- Dieter Petereit — bajo
- John Golden — bajo (2, 4, 5, 7, 9, 10)
- Harry Baierl — piano (4, 7, 8), teclados (2)
- Pit Löw — teclados
- Mel Collins — saxo (1, 3, 6)
- Curt Cress — batería
- Amy Goff — voz (9), coros
- Frank Farian — voz (2), coros (6)
- Peter Bischof — voz
- Bert Gebhard — voz
- Bimey Oberreit — voz
- Elaine Goff — voz